# Teigne guatémaltèque de la pomme de terre
Tecia solanivora
Espèce
La Teigne guatémaltèque de la pomme de terre (Tecia solanivora, syn. Scrobipalposis solanivora), ou « Teigne du Guatemala » est une espèce d'insectes lépidoptères de la famille des Gelechiidae, sous-famille des Gelechinae, originaire du Guatemala. C'est un petit papillon dont la chenille est un ravageur des tubercules de pomme de terre, aussi bien en culture qu'en entreposage.
Cet insecte a été signalé au Guatemala pour la première fois en 1973 et décrit par Dalibor F. Povolný. Il s'est ensuite répandu dans toute l'Amérique centrale (Guatemala, Costa Rica, Honduras, Panama et Salvador), puis en Amérique du Sud (Venezuela, Colombie, Équateur, Pérou) à partir de 1983 et a été signalé dans les îles Canaries en 2001.

## Description

### Insecte adulte
L'adulte est un petit papillon nocturne au dimorphisme sexuel marqué : femelles de 13 mm de long, brun brillant, mâle plus petit, 10 mm, brun foncé.

### Larve
La larve est une chenille de couleur blanc jaunâtre dont la longueur varie de 1 à 14 mm selon le stade de développement.

## Cycle biologique
Cet insecte se développe surtout par temps chaud (température optimale entre 15 et 20 °C) et sec. Les pluies abondantes et les températures inférieures à 10 °C freinent son développement.

## Dégâts
Les chenilles mineuses sont monophages ; elle ne se développent exclusivement à l'intérieur de tubercules de pomme de terre où elles passent par quatre stades de développement se nourrissant de la chair de la pomme de terre. Elles creusent des galeries superficielles et profondes qui rendent les tubercules inconsommables et ouvrent la voie à diverses maladies cryptogamiques entraînant le pourrissement rapide des tubercules. Dans les zones infectées les pertes vont de 50 à 100 %.

## Moyens de lutte
L'utilisation intensive d'insecticides chimique s'est montrée peu efficace pour lutter contre ce ravageur. La lutte intégrée combine divers modes d'actions, pratiques culturales visant à limiter les risques d'infection : rotation des cultures, traitement et choix des semences, élimination des résidus de culture susceptibles d'être des foyers d'infection, recours à la lutte biologique. L'utilisation des phéromones est utile pour permettre de détecter et surveiller les infestations et aussi limiter les accouplements. Parmi les ennemis naturels de cet insectes, figurent des hyménoptères parasitoïdes et des microorganismes entomopthaogènes comme Bacillus thuringiensis, mais les recherches les plus prometteuses se tournent vers les virus.
Cet insecte est classé parmi les organismes de quarantaine de l'Organisation européenne et méditerranéenne pour la protection des plantes (OEPP).